# Simple Song Number 3
Simple Song#3, auch Simple Song Number 3 oder Simple Song No. 3, ist ein Lied der südkoreanischen Sängerin Sumi Jo. Das Lied entstammt dem Film Ewige Jugend (2015) und wurde von David Lang geschrieben.

## Hintergrund
Regisseur Paolo Sorrentino beauftragte den Filmkomponisten David Lang damit, die Filmmusik zu seinem neuesten Werk Ewige Jugend zu schreiben. David Lang, der als Komponist Neuer Musik bekannt wurde, kannte er seit seinem Film La Grande Bellezza – Die große Schönheit (2013), für das er bereits ein Lied von Lang verwendet hatte. Lang hatte die Aufgabe, die Musik zu schreiben, bevor der Film fertig gedreht wurde, insbesondere da die einzelnen Melodien bereits beim Dreh verwendet werden mussten. So erhielt Lang frühe Versionen des Drehbuchs, auf denen er seine Musik basieren ließ. Simple Song#3 sollte gegen Ende des Films einen starken emotionalen Moment erzeugen.
Das Lied wurde von Sumi Jo eingesungen. Musikalisch unterstützt wurde sie dabei von Violinistin Viktoria Mullova und dem BBC Symphony Orchestra. Die Produktion übernahmen Nicola Giuliano, Francesca Cima und Carlotta Calori. Wie der Titel bereits andeutet, handelt es sich um eine Reihe von Stücken, von denen im Film allerdings nur #3 Verwendung fand.
Sumi Jo spielt im Film sich selbst und singt das Lied vor der Königin von England. Fred Ballinger, der Komponist weigerte sich ursprünglich das Lied aufzuführen, da er nicht wollte, dass jemand anderes als seine Frau es sänge. Diese ist jedoch irreversibel erkrankt. Letztlich willigt er doch ein und dirigiert selbst das Orchester.

## Preise
Das hochgelobte Lied wurde in der Kategorie „Bester Song“ für die Critics’ Choice Awards und die Houston Film Critics Society Awards sowie den Golden Globe 2016 nominiert, konnte jedoch keinen der Preise gewinnen. Am 14. Januar 2016 wurde bekannt gegeben, dass David Langs Song Number#3 bei der Oscarverleihung 2016 als „Bester Song“ nominiert wurde.